# مستمنع
المستمنع أو مستثير المناعة أو مولد مناعي أو مولد المناعة (بالإنجليزية: immunogen)‏ هو مادة تثير رداً مناعياً معيناً عند إدخالها إلى الجسم. المستضد مادة تثير الاستجابة المناعية ويمكن أن تؤدي إلى إنتاج أضداد في الجسم. يستخدم مصطلح المستضد في أحيان كثيرة بصورة مترادفة مع المستمنع بينما يميز بعض الباحثين بين المفهومين، حيث يتم تعريف المستضد على أنه أي مادة تستطيع الارتباط مع ضد نوعي، سواء أدت إلى استجابة مناعية لاحقاً أم لا. بينما المستمنع هو ما يؤدي إلى حصول استجابة مناعية. وهكذا، فكل مستمنع هو مستضد، ولكن ليس كل مستضد بمستمنع. وقد تمت صياغة المصطلح وفق المفهوم الأول، أي الترادف بين المستضد والمستمنع، لذا فالاسم الإنجليزي مركب من بداية كلمتين antibody وتعني الضد، وgenerate وتعني ينتج، والمصطلح العربي على وزن مستفعل يعبر عن هذا المفهوم أيضاً.[بحاجة لمصدر]